# Statsråd (Sverige)
Statsråd är en titel för enskilda ledamöter av Sveriges regering. 
Fram till 1974 då 1809 års regeringsform gällde var Statsrådet också benämningen för hela ministären som kollektiv. Tillsammans med Konungen i statsrådet (kungen och ministären), vars sammanträden benämndes konselj, utgjorde de statsorganet Kungl. Maj:t (förkortning för Kunglig Majestät), som enligt nu gällande regeringsform motsvaras av regeringen.
Även i Finland, Norge och Danmark används begreppet statsråd, med delvis annan innebörd än i Sverige. I Finland är statsrådet namn på landets regering, men enskilda ledamöter kallas ministrar och kan inte kallas för statsråd då detta är en honorärtitel som utdelas av Finlands president. I Norge och Danmark är statsrådet fortfarande ett kungligt råd så som det var i Sverige före 1974, och norska ministrar kan kallas för statsråd medan det danska statsrådet enbart syftar på själva rådskollegiet.
Fram till riksdagen 1789, då man antog förenings- och säkerhetsakten, fanns i Sverige ett riksråd, sammansatt av män från högadeln, som var kungens rådgivare. Riksrådet var ett slags regering som, sedan medeltiden, tillsammans med kungen utgjorde riksstyrelsen. Mellan 1789 och 1809 utgjordes rikets styrelse av konungen samt Rikets allmänna ärendens beredning. Tjänstemannaorganisationen närmast under den politiska ledningen, det kungliga kansliet, som byggdes upp från 1500-talet och framåt, kallas sedan 1975 för regeringskansliet.

## Nuvarande regeringsform
Ett statsråd utses och entledigas på egen hand av statsministern utan att riksdagen behöver konsulteras. Riksdagen har dock möjlighet att avsätta ett statsråd genom misstroendeförklaring.
Den enda ledamot av regeringen vars formella titel innehåller ordet minister är statsministern. Det statsråd som är statsministerns ställföreträdare, bär inte denna benämning som en titel utan det är mer en uppdragsbeskrivning som gäller vid sidan om detta statsråds portfölj. Statsråd med ansvar för ett departement (departementschef) kallas normalt för område + minister, exempelvis utbildningsminister, men den formella titeln är statsråd och chef för x-departementet. Statsråd med ansvar för vissa frågor inom ett departements område kallas formellt för statsråd, men informellt för område + minister exempelvis skolminister. Det sammanlagda ansvarsområde som ligger på ett visst statsråd, brukar kallas för statsrådets portfölj.
Ett statsråd som inte var departementschef kallades under 1809 års regeringsform för konsultativt statsråd eller populärt "minister utan portfölj". 
Innan den nuvarande regeringsformen trädde i kraft, var statsråden kungliga rådgivare, något som före 1975 redan hade förlorat sin reella betydelse. Formellt skulle beslut fattas i kungliga konseljer av kungen, men i praktiken skedde politiska beslut i allmänna beredningar med statsministern och andra statsråd. Ett statsråd kunde själv besluta i förvaltningsfrågor, i så kallade departementsberedningar. I nuvarande regeringsform stadgas att regeringsärenden avgörs av regeringen, med minst fem statsråd närvarande. I verkligheten har besluten redan fattats i departementen innan de når till regeringssammanträdena, och regeringen fattar endast det formella beslutet. Regeringen bär emellertid ett kollektivt ansvar för de beslut som fattas.

## Historik

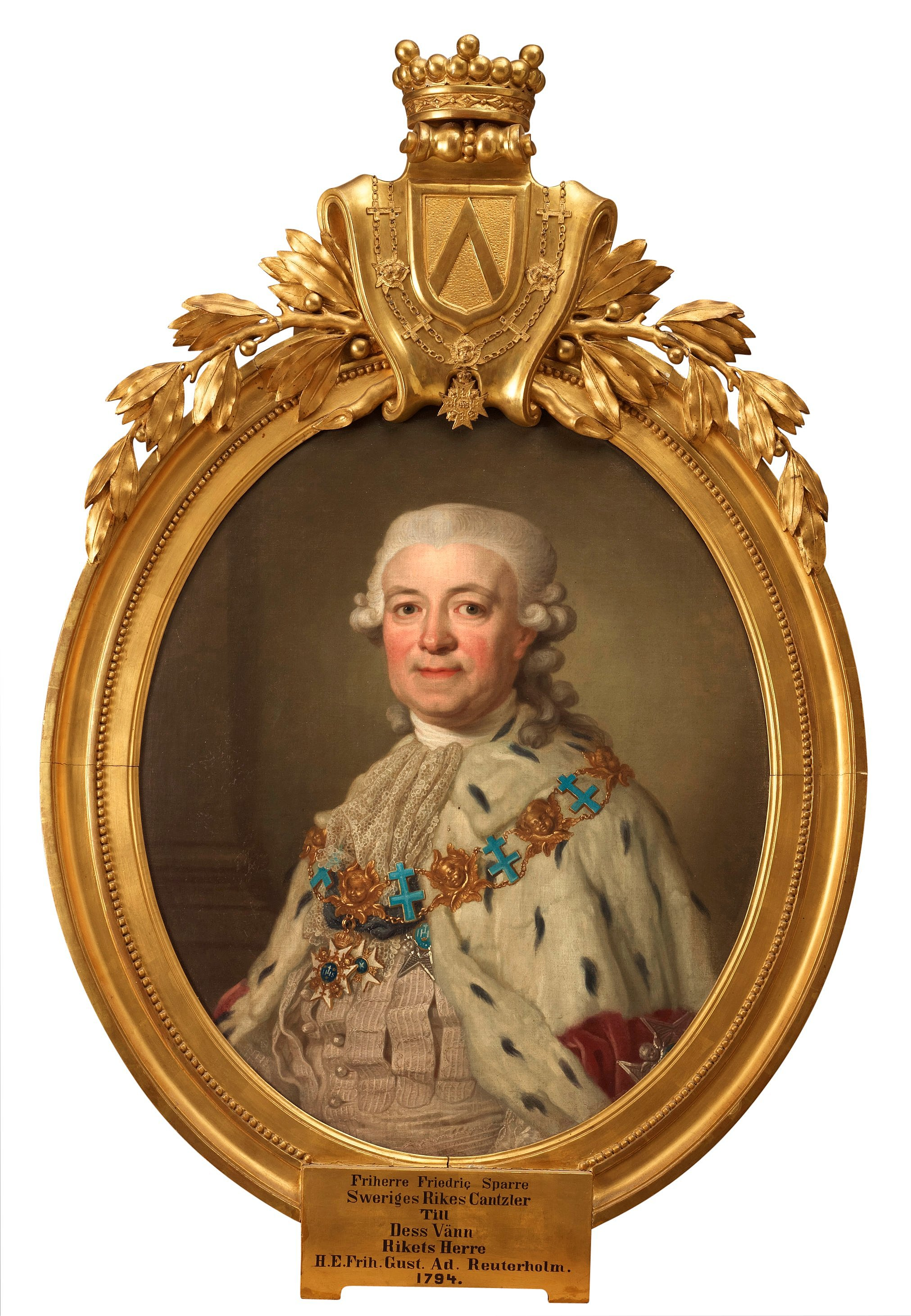
Riksrådet Fredrik Sparre iklädd riksrådsdräkt i vitt siden, med den röda riksrådsmanteln. Målning av Lorens Pasch d.y.

### Under 1809 års regeringsform
Enligt 1809 års regeringsform i dess ursprungliga lydelse bestod statsrådet av två statsministrar, en för justitieärendena (justitiestatsminister) och en för utrikesärendena (utrikesstatsminister), en hovkansler, sex statsråd (motsvarande senare så kallade konsultativa statsråd) samt i de flesta fall dessutom en statssekreterare som föredragande, varjämte undantagsvis även justitiekanslern kunde ha plats i statsrådet.
I och med departementalstyrelsens införande 1840 förändrades statsrådets sammansättning. Fem statsråd blev föredragande departementschefer med bibehållande av statsrådstiteln (liksom justitie- och utrikesstatsministrarna). Hovkanslers- och statssekreterarämbetena avskaffades och de sex statsråden utan portfölj reducerades till tre (de konsultativa).
1876 inrättades statsministerämbetet, och justitie- och utrikesministern förlorade statsministertiteln, den senare dock med bibehållande av titeln minister, och sålunda blev då departementscheferna: utrikesministern och sex statsråd, av vilka ett var chef för Justitiedepartementet, ett för Lantförsvars-, ett för  Sjöförsvars-, ett för Civil-, ett för Finans- och ett för Ecklesiastikdepartementet. Härtill lades år 1900 ett statsråd som chef för Jordbruksdepartementet, så att statsrådet 1917 enligt regeringsformen bestod av åtta departementschefer och tre konsultativa statsråd (summa elva ledamöter). Statsministern kunde vara antingen en av departementscheferna eller ett av de konsultativa statsråden.
Kungen ägde i princip fritt utse sitt statsråd. Statsrådets medlemmar var förtroendeämbetsmän och kunde därför av kungen fritt avskedas. Samtliga statsråd skulle, innan de påbörjade sitt ämbete, avlägga en ed som kallades Statsrådsförsäkran. Sin konstitutionella betydelse hade statsrådet därigenom, att intet regeringsärende kunde av kungen avgöras utan i samråd med en eller flera statsrådsmedlemmar. Hela statsrådet skulle vara närvarande vid besluts fattande i mål av synnerlig vikt och omfattning, såsom frågor om lagar, författningar och nya inrättningar. Särskilt var detta föreskrivet, när kungen i enlighet med regeringsformens 39:e paragraf inhämtade statsrådets tankar om sin avsikt att resa utrikes och när beslut skall fattas om kreditivens lyftande – så kallat statsrådsplenum - samt för behandling av fråga om krig och fred enligt regeringsformens 13:e paragraf, då före 1840 även alla fyra statssekreterarna skulle närvara – så kallat utomordentligt statsråd.
I andra regeringsärenden fordrades senare med endast ett undantag närvaro av minst tre statsråd utom föredraganden - den så kallade lilla konseljen. Undantaget var behandlingen av så kallade kommandomål i kommandokonselj, där blott ett statsråd deltog.

### Sammansatt statsråd

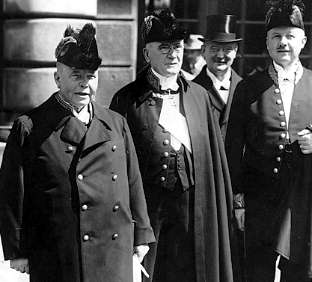
Arvid Lindman (till vänster) på Kungliga slottets borggård 1928 i sällskap av statsrådskollegerna Ernst Trygger, Claes Lindskog och Sven Lübeck. De tre främre i statsrådsuniform.

När på den svensk-norska unionens tid frågor, som rörde bägge rikena, behandlades i svenskt eller norskt statsråd, skulle i det förra tre norska och i det senare tre svenska statsråd enligt Riksakten ha plats. Sådant statsråd kallades sammansatt; det försvann med unionsupplösningen 1905.

### Ceremoniell dräkt
Statsråden i Sverige bar från 1809 en särskild dräkt som kallades Riksrådsdräkt vid särskilt högtidliga, eller ceremoniella, tillfällen såsom Riksdagens högtidliga öppnande, kröningar, kungliga dop och begravningar. Denna dräkt hade ursprungligen tagits fram för de äldre riksrådet med början i mitten av 1600-talet, men efter 1809 års regeringsform bars denna dräkt av statsråden. Dräkten fortsatte att användas åtminstone till ståndsriksdagens avskaffande vid Riksdagen 1865-1866.

### Statsrådsuniform
Riksrådsdräkten frångicks under andra halvan av 1800-talet och ersattes med statsrådsuniformen, vilket var en civil ämbetsuniform. Själva uniformen fanns i två utföranden, den stora respektive den lilla. Den stora, som användes vid högtidligare tillfällen, bestod av statsrådsfrack, byxor med revärer, väst, bicorne samt värja. Den lilla, som användes till vardags, bestod av frack i enklare utförande, väst, samt byxor.

## Svenska statsråd

### Arvode
Arvodet för statsråden fastställs årligen av Statsrådsarvodesnämnden. Sedan juli 2024 är arvodet 156 000 kronor per månad.

### De fem med längst ämbetsperiod
| Namn                                         | Namn              | Statsrådstid | Ämbetslängd      |
| -------------------------------------------- | ----------------- | --- | ---------------- |
|                                              | Gunnar Sträng     | 31 juli 1945 – 6 oktober 1976                                                                                                  | 31 år, 68 dagar  |
|                                              | Sven Andersson    | 24 september 1948 – 6 oktober 1976                                                                                             | 28 år, 13 dagar  |
|                                              | Torsten Nilsson   | 31 juli 1945 – 30 juni 1971 | 25 år, 335 dagar |
|                                              | Östen Undén       | 19 oktober 1917 – 30 juni 1920 18 oktober 1924 – 7 juni 1926 24 september 1932 – 19 juni 1936 31 juli 1945 – 19 september 1962 | 25 år, 109 dagar |
|                                              | Tage Erlander     | 30 september 1944 – 14 oktober 1969                                                                                            | 25 år, 15 dagar  |
| Längsta ämbetstid för ett kvinnligt statsråd |                   | |                  |
|                                              | Lena Hjelm-Wallén | 4 januari 1974 – 6 oktober 1976 8 oktober 1982 – 4 oktober 1991 7 oktober 1994 – 21 oktober 2002                               | 19 år, 289 dagar |
|                                              | Ulla Lindström    | 4 juni 1954 – 28 december 1966                                                                                                 | 12 år, 207 dagar |
|                                              | Margot Wallström  | 4 oktober 1988 – 4 oktober 1991 7 oktober 1994 – 7 oktober 1998 3 oktober 2014 – 10 september 2019                             | 11 år, 341 dagar |
|                                              | Laila Freivalds   | 4 oktober 1988 – 4 oktober 1991 7 oktober 1994 – 21 september 2000 10 oktober 2003 – 21 mars 2006                              | 11 år, 147 dagar |
|                                              | Beatrice Ask      | 4 oktober 1991 – 7 oktober 1994 6 oktober 2006 – 3 oktober 2014                                                                | 11 år, 0 dagar   |

### De fem kortaste ämbetsperioderna
| Namn | Namn                | Statsrådstid                  | Ämbetslängd |
| ---- | ------------------- | ----------------------------- | ----------- |
|      | Maria Borelius      | 6 oktober – 14 oktober 2006   | 9 dagar     |
|      | Cecilia Stegö Chilò | 6 oktober – 16 oktober 2006   | 11 dagar    |
|      | Sture Henriksson    | 22 mars – 22 april 1957 (†)   | 32 dagar    |
|      | Torsten Petersson   | 6 augusti – 24 september 1932 | 49 dagar    |
|      | Börje Andersson     | 6 oktober – 1 december 1982   | 57 dagar    |

### Äldst och yngst vid tillträde
| Namn | Namn                | Statsrådstid                      | Ålder vid tillträde |
| ---- | ------------------- | --------------------------------- | ------------------- |
|      | Romina Pourmokhtari | 18 oktober 2022 –                 | 26 år, 340 dagar    |
|      | Hans Dahlgren       | 21 januari 2019 – 18 oktober 2022 | 70 år, 311 dagar    |

### Tidigaste kvinnliga statsråden[4]
| Namn | Namn            | Statsrådstid                                                      | Post                                               |
| ---- | --------------- | ----------------------------------------------------------------- | -------------------------------------------------- |
|      | Karin Kock      | 9 april 1947 – 30 oktober 1948 30 oktober 1948 – 31 december 1949 | Konsultativt statsråd Folkhushållningsminister     |
|      | Hildur Nygren   | 17 mars 1951 – 1 oktober 1951                                     | Ecklesiastikminister                               |
|      | Ulla Lindström  | 4 juni 1954 – 28 december 1966                                    | Konsultativt statsråd (Biträdande utrikesminister) |
|      | Alva Myrdal     | 28 december 1966 – 3 november 1973                                | Konsultativt statsråd (Biträdande utrikesminister) |
|      | Camilla Odhnoff | 9 januari 1967 – 3 november 1973                                  | Konsultativt statsråd (Biträdande socialminister)  |